# Cheumatopsyche dubitans
Cheumatopsyche dubitans är en nattsländeart som beskrevs av Martin E. Mosely 1942. Cheumatopsyche dubitans ingår i släktet Cheumatopsyche och familjen ryssjenattsländor. Inga underarter finns listade i Catalogue of Life.